# Curepipe Starlight SC
Curepipe Starlight Sporting Club w skrócie Curepipe Starlight SC – maurytyjski klub piłkarski z siedzibą w mieście Curepipe, grający w trzeciej, a niegdyś w pierwszej lidze maurytyjskiej.

## Sukcesy
- I liga[1]:
  - mistrzostwo (4): 2007, 2008, 2009, 2013.

- Puchar Mauritiusa[2]:
  - zwycięstwo (3): 2006, 2008, 2013.

- Puchar Ligi Maurytyjskiej[2]:
  - zwycięstwo (2): 2007, 2008.

## Występy w afrykańskich pucharach
| Sezon | Rozgrywki           | Runda   | Kraj              | Klub                     | Dom | Wyjazd | Dwumecz |
| ----- | ------------------- | ------- | ----------------- | ------------------------ | --- | ------ | ------- |
| 2007  | Puchar Konfederacji | wstępna | Madagaskar        | Ajesaia                  | 1–0 | 0–4    | 1–4     |
| 2008  | Liga Mistrzów       | wstępna | Komory            | Coin Nord de Mitsamiouli | 2–0 | 0–1    | 2–1     |
| 2008  | Liga Mistrzów       | 1       | Południowa Afryka | Mamelodi Sundowns FC     | 0–1 | 0–3    | 0–4     |
| 2009  | Liga Mistrzów       | wstępna | Południowa Afryka | Supersport United FC     | 2–5 | 0–3    | 2–8     |
| 2010  | Liga Mistrzów       | wstępna | Seszele           | La Passe FC              | 3–1 | 0–1    | 3–2     |
| 2010  | Liga Mistrzów       | 1       | Botswana          | Gaborone United          | 0–3 | 0–3    | 0–6     |

## Stadion
Domowe mecze klub rozgrywa na stadionie o nazwie Stade George V w Curepipe, który może pomieścić 6200 widzów.